# حيمر جيس
حيمر جيس قرية سوريّة  تتبع إداريّاً لمحافظة حلب منطقة منبج ناحية أبو كهف، بلغ تعداد سكانها 1,628 نسمة حسب التعداد السكاني لعام 2004.